# Vénus (mythologie)
Pour les articles homonymes, voir Vénus.
Vénus est la déesse de l'amour, de la séduction, de la beauté féminine dans la mythologie romaine. Elle a été assez tôt assimilée à la déesse grecque Aphrodite.
À l'origine, Vénus présentait probablement des spécificités, mais après cette assimilation, dont on voit les premières traces au IIe siècle av. J.-C., Vénus devient la déesse de la beauté. Fille de Gaïa et d'Ouranos, elle est la mère d'Hermaphrodite et de Cupidon (dieu de l'amour).
Dans les récits fondateurs romains, et notamment l’Énéide de Virgile, elle est la mère du héros troyen Énée. Elle apporte la victoire. Son lien avec la légende d'Énée renforce son caractère national et elle est choisie comme protectrice par les grands hommes d'État de la fin de la République.
À partir de la Renaissance, le thème vénusien est un grand favori des peintres et des sculpteurs qui reprennent plusieurs motifs tirés de la légende d'Aphrodite.

## Étymologie
Son étymologie classique vient, d'après Varron, du verbe latin vincire « lier, enchaîner » car, dit-il, elle unit le feu mâle à l'eau femelle, d'où résulte la vie.
Pour la recherche moderne, le nom de la déesse est un ancien neutre abstrait, passé au féminin, dont le verbe uenerari (uenerare) est dérivé,. Anciennement, uenerari n'est employé que pour exprimer une attitude de l'homme envers les dieux, plus précisément l'« effort pour charmer, pour capter la bienveillance du dieu ; uenerari, c'est tâcher de plaire » au dieu dont on espère, en retour, la gratitude, sa uenia. Le sens du substantif disparu *uenus devait indiquer ce mouvement séduisant auquel on comptait que le destinataire divin ne résisterait pas. Il est probable que le charme féminin avec son effet puissant sur les partenaires masculins ait été désigné par le même mot.

## Culte antique

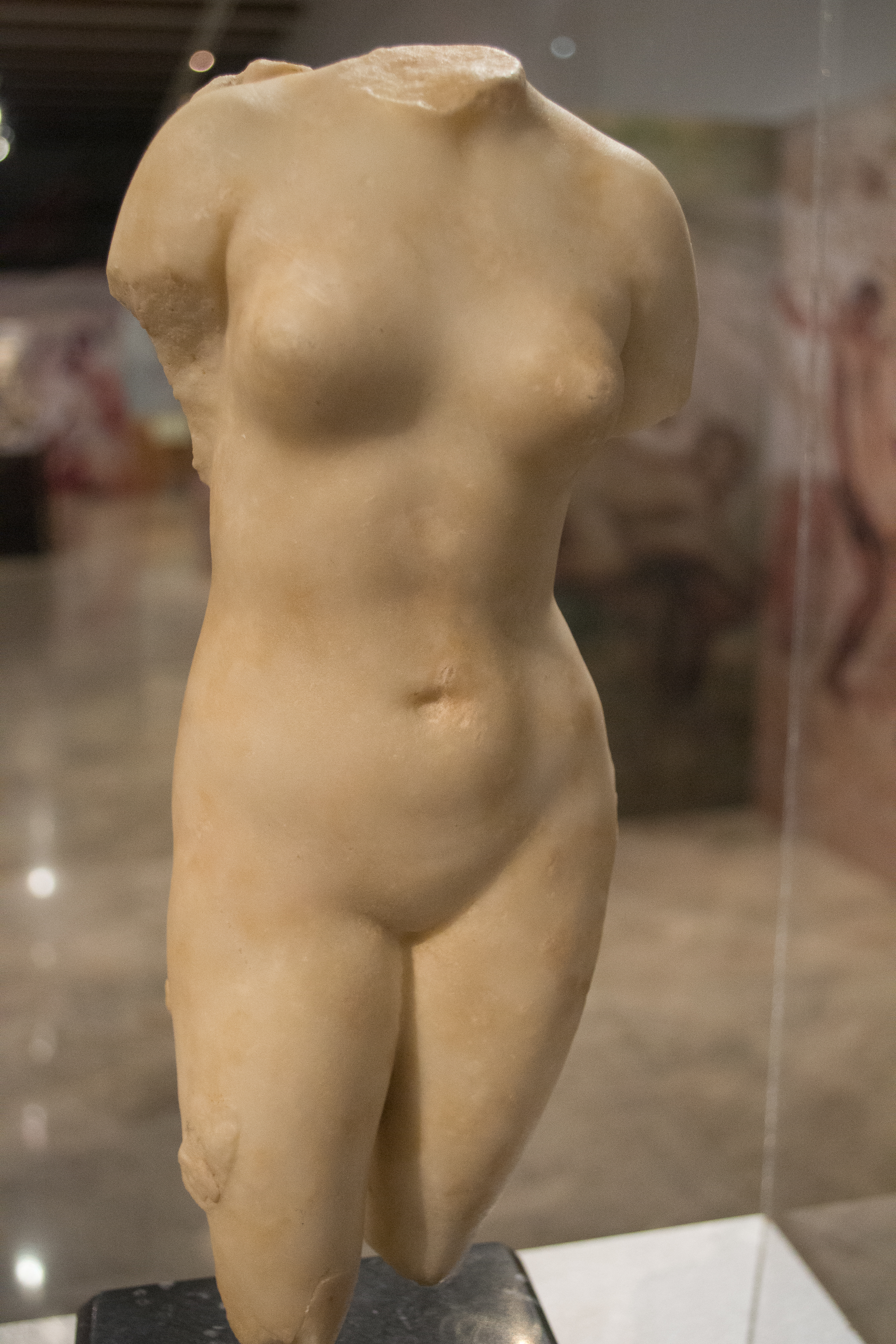
La Vénus de Badalone (Ier siècle).

Avant le IIIe siècle, on ne connaît à Rome qu'un de ses cultes sous le vocable de Calua, « chauve », qui concerne l'un des aspects du charme féminin, la chevelure.  Il commémorait le geste des matrones sacrifiant leurs cheveux soit durant le siège gaulois de -390 (pour faire des câbles de machines), ou auparavant sous le règne d'Ancus, dans l'espoir que la reine et les autres femmes récupérent leurs cheveux perdus lors d'une épidémie. Une statue aurait donc été élevée à « Vénus chauve ». Mais cette dévotion demeure obscure.
Son culte, ou plutôt celui d'une Aphrodite nommée Venus Frutis, était présent à Ardea au temps de la domination étrusque et à Lavinium dans le Latium où elle possédait un sanctuaire fédéral. Son plus vieux temple à Rome, celui de Venus Obsequens, c'est-à-dire « obéissante », fut bâti le 18 août 293 av. J.-C.. Selon Tite-Live, c'est l'amende payée par les dames (matronae) accusées de luxure qui servit à élever le temple. Le 18 août fut alors le jour de festivités appelées Vinalia rustica. Le 1er avril, les Veneralia (en) étaient célébrées en l'honneur de Vénus Verticordia, "qui tourne les cœurs", protectrice de la chasteté féminine.
Le 23 avril 215 av. J.-C., le dictateur Fabius Maximus ordonna la construction d'un temple sur le Capitole,  dédié à « Vénus Érycine » (Venus Erycina), celle-ci étant désormais considérée comme la libératrice de Rome contre les Carthaginois. Cette Aphrodite d'Eryx orienta le concept romain de Vénus vers celui d'une déesse plus complexe où dominait l'aspect plaisir et fécondité. Mais, pour les Romains, le souvenir de leur longue défense au mont Éryx met en exergue une autre puissance de la déesse : sa capacité à donner la victoire. Ainsi, les monnaies romaines qui la représentent lui confèrent diadèmes et couronnes de laurier et parfois au revers, commentant le droit, figure une Victoire. Le culte de la déesse fut strictement romanisé : ni les prostituées sacrées, ni les autres pratiques siciliennes ne furent retenues. Le 23 avril, un rite nouveau d'effusion de vins versés au ruisseau à partir de son temple la rattacha à la légende qui faisait donner la victoire à Énée par Jupiter.
Pendant la guerre contre les Ligures, en 184, le consul L. Porcius Licinius voua un second temple à la Vénus d'Eryx. Il le lui dédia trois ans plus tard en tant que duumvir, en dehors de la ville, près de la porte Colline. Ce temple servait de cadre à un culte beaucoup plus proche du culte sicilien. Le sanctuaire se trouvait hors des murs de la ville selon la raison alléguée que « les passions inspirées par la déesse doivent être tenues loin des adolescents et des mères de famille ».
Du fait de la légende troyenne, le culte de Vénus prit au Ier siècle av. J.-C. un tour plus politique. Sylla, Pompée, César et Auguste se déclarèrent favoris de Vénus. Jules César introduisit « Vénus Génitrice » (Venus Genitrix) comme déesse de la maternité et du foyer, en tant que mère d'Énée (dont sa famille affirmait descendre) et Pompée érigea un temple en l'honneur de « Vénus Victorieuse » (Vénus Victrix). Sous Auguste, elle devint la protectrice officielle de la dynastie.

## Transcription des mythes grecs dans la mythologie et la littérature romaines

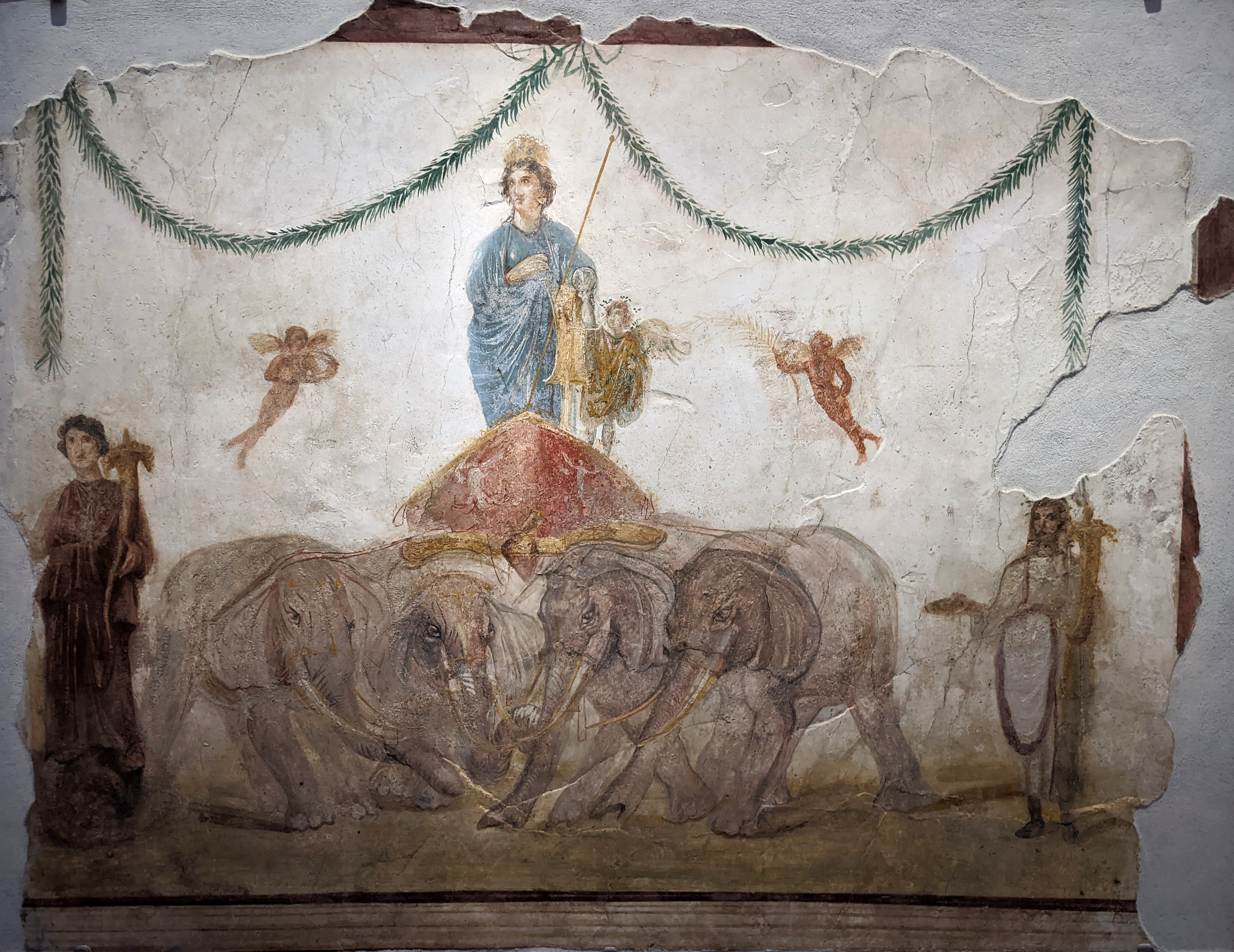
Vénus sur un char tiré par des éléphants - fresque de la façade de l'atelier des feutriers à Pompéi.

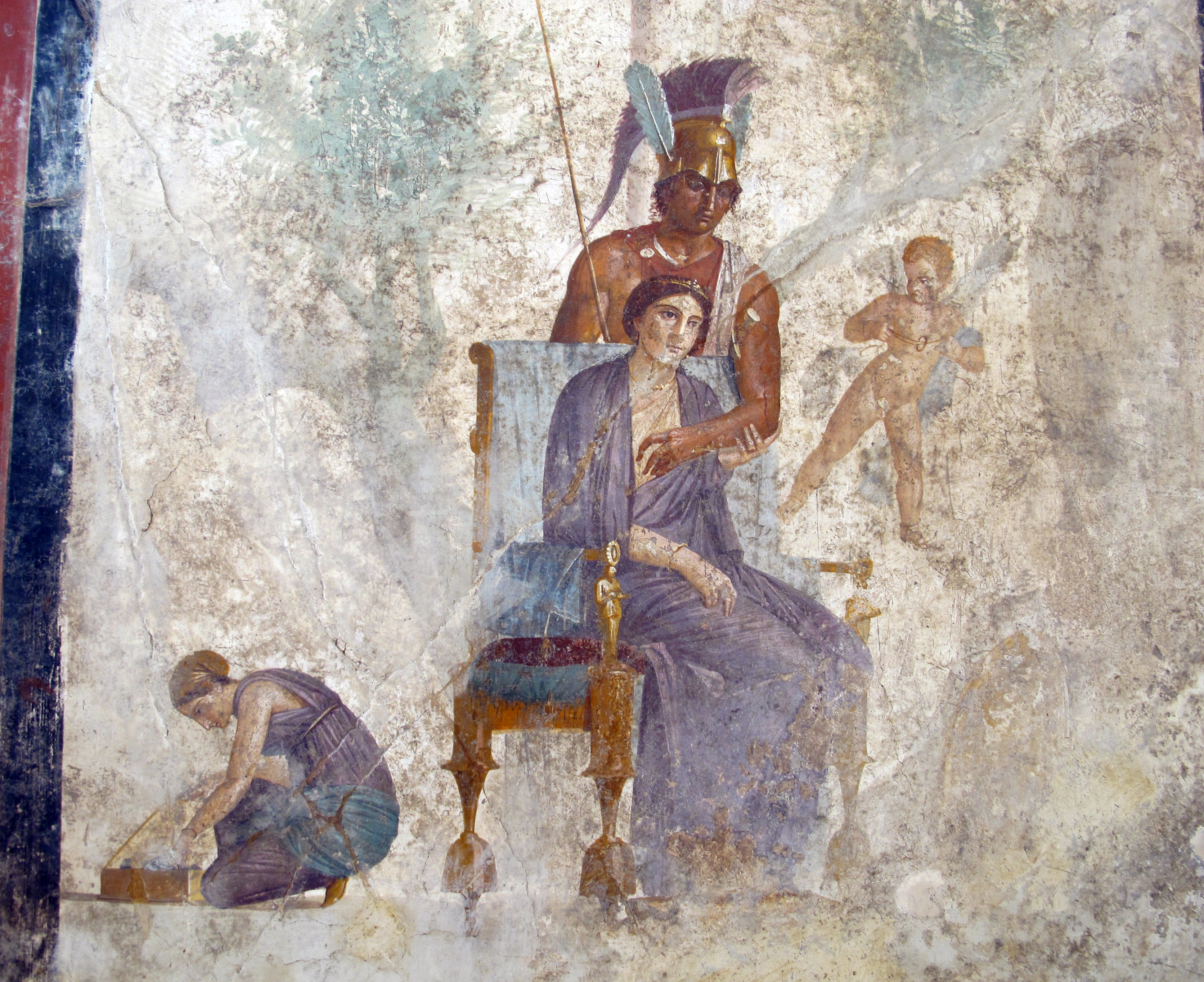
Vénus et Mars, fresque romaine de Pompéi, Ier siècle.

### Attributs
Très tôt, Vénus s'approprie les attributs de la déesse Aphrodite selon l'habitude de l'interpretatio graeca. Le processus de personnification fut facilité par l'influence des Étrusques qui possédaient une déesse Turan, équivalent d'Aphrodite, et qui semble avoir tenu un rôle de déesse victorieuse.
Par corrélation avec Aphrodite, Vénus est considérée comme une déesse de la fertilité, de la végétation et de l'amour. Elle hérite de la généalogie de la déesse grecque et de ses légendes. On dit aussi qu'elle est née du sang d'Ouranos blessé par son fils Cronos. Elle est présentée comme l'épouse de Vulcain (dieu de la métallurgie, dieu forgeron...), mais elle le trompe avec son frère Mars (dieu de la guerre), conformément au trio Aphrodite/Héphaïstos/Arès. Cependant, le rapprochement de Mars et de Vénus à Rome n'est pas celui d'un couple au sens strict du terme. Les deux divinités présentent une qualité nationale affirmée : Mars en tant que dieu guerrier qui a présidé au succès des armes romaines et Vénus qui apparaît de plus en plus comme la puissance tutélaire des Énéades.

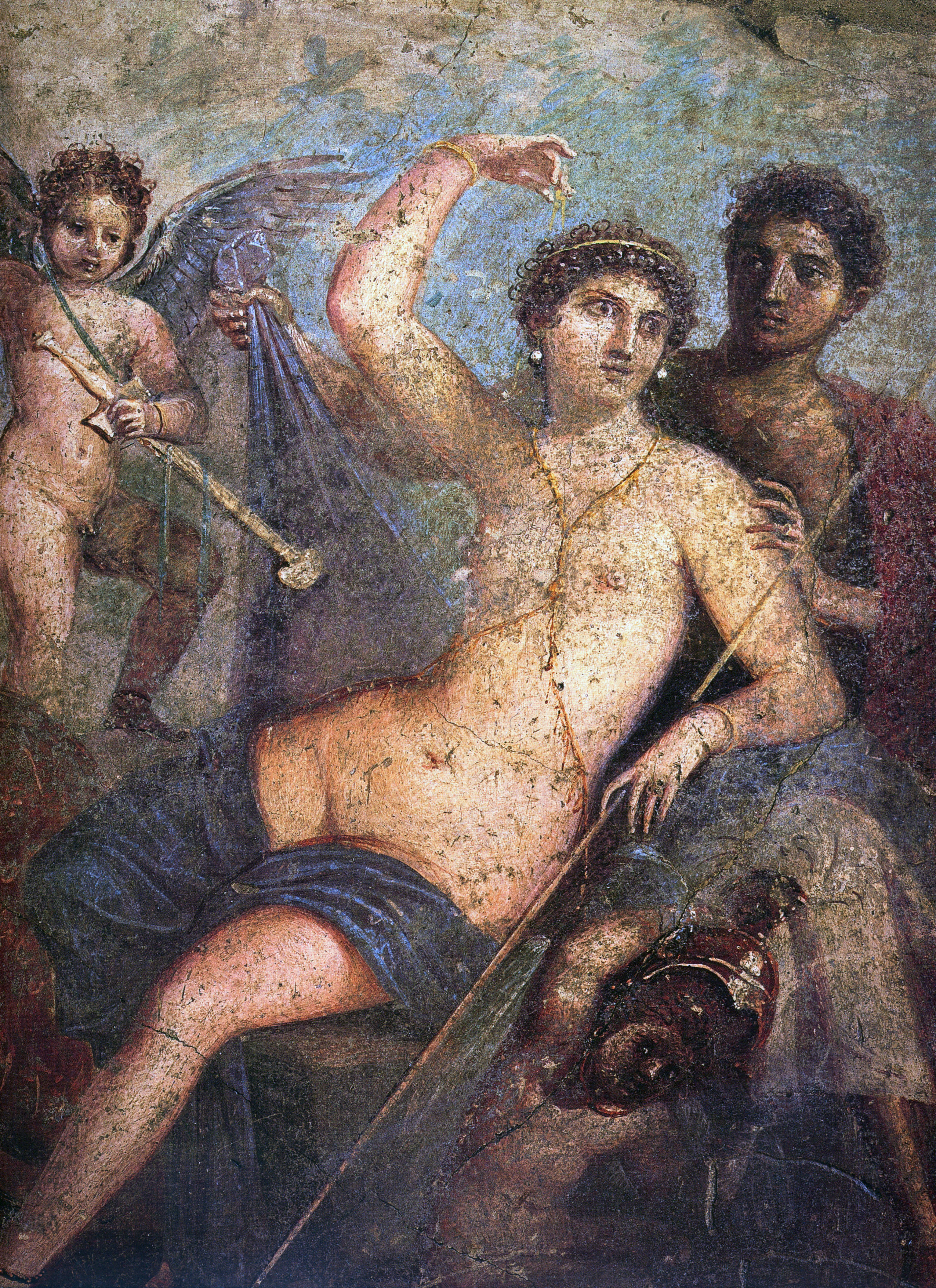
Vénus et Mars, fresque romaine de Pompéi, Ier siècle.

On lui octroie les principaux attributs de la déesse grecque : le miroir et la ceinture magique qu'elle prêtait parfois à Héra pour raviver l'amour de son époux volage, ce "ceste" où étaient renfermées les grâces, les attraits, le sourire engageant, le doux parler, le soupir le plus persuasif, le silence expressif et l'éloquence des yeux. Ils étaient un cadeau de mariage de Jupiter. Ses autres attributs sont le myrte, la colombe, le cygne et la pomme.

### Dans la littérature romaine

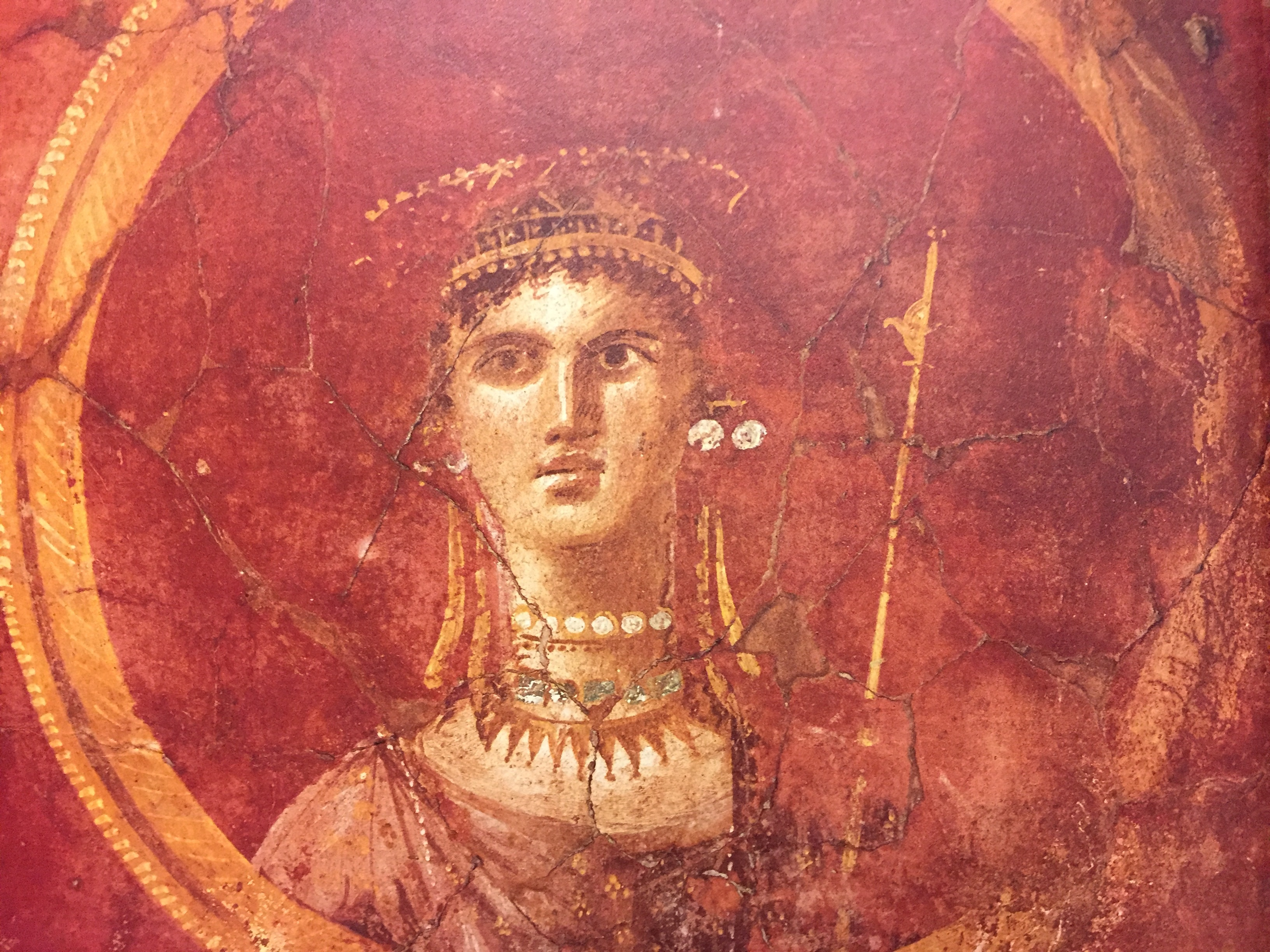
Peinture médaillon de la maison de Marcus Fabius Rufus à Pompéi en Italie, exécutée dans le style pompéien et représentant la déesse gréco-romaine Vénus-Aphrodite portant un diadème et tenant un sceptre ; il est daté du

Selon Cicéron, il existerait quatre Vénus différentes :
- la première, fille du Ciel et du Jour, avait un temple en Élide ;
- la seconde est née de l'écume de la Mer (d'où le nom d'Aphrodite) ;
- la troisième, fille de Jupiter et de Dioné, épousa Vulcain ;
- la quatrième, née de Syria et de Tyrus, épousa Adonis, sous le nom d'Astarté.

Les amours de Vénus et du mortel Anchise donnèrent naissance au Troyen Énée, par la suite considéré comme un héros latin car il est le fondateur légendaire du Latium et par conséquent  l'ancêtre des Romains, en particulier de la Gens Julia. Vénus joue un rôle dans la réussite de l'épopée d’Énée. Elle le protége à Carthage, le fait sortir des Enfers afin qu'il puisse continuer son voyage, et lui prodigue maints conseils pour la poursuite de sa quête jusqu'à son achèvement.

Comme son pendant Aphrodite, Vénus est sortie de l'écume marine. Dans l'Énéide, le dieu de la mer Neptune lui rappelle cette origine pour la rassurer alors qu'elle le supplie de protéger son fils Énée naviguant sur les flots :

« Neptune en souriant entend sa plainte amère,
Console sa douleur et dit : Non, ce n'est pas
À la fille des mers à craindre mes états :
Vénus dans mon empire a reçu la naissance ;
Moi-même ai quelques droits à votre confiance. […] »

— Énéide, chant V, traduction de Jacques Delille
Mais la littérature romaine n'hésite pas à reprendre des aspects moins glorieux des fables grecques. Ainsi pour Ennius, Vénus est avant tout l'institutrice de l'ars meretricia, "art des courtisanes" : elle a enseigné aux femmes de Chypre à faire de leur corps matière à gain pour ne pas être la seule à manifester du goût pour les hommes.
C'est enfin par le canal des écrits de Lucrèce et de Virgile que les artistes de la Renaissance acquièrent leur vision de Vénus qu'ils lèguent aux siècles suivants.

## Vénus dans les Arts, les sciences et la culture populaire

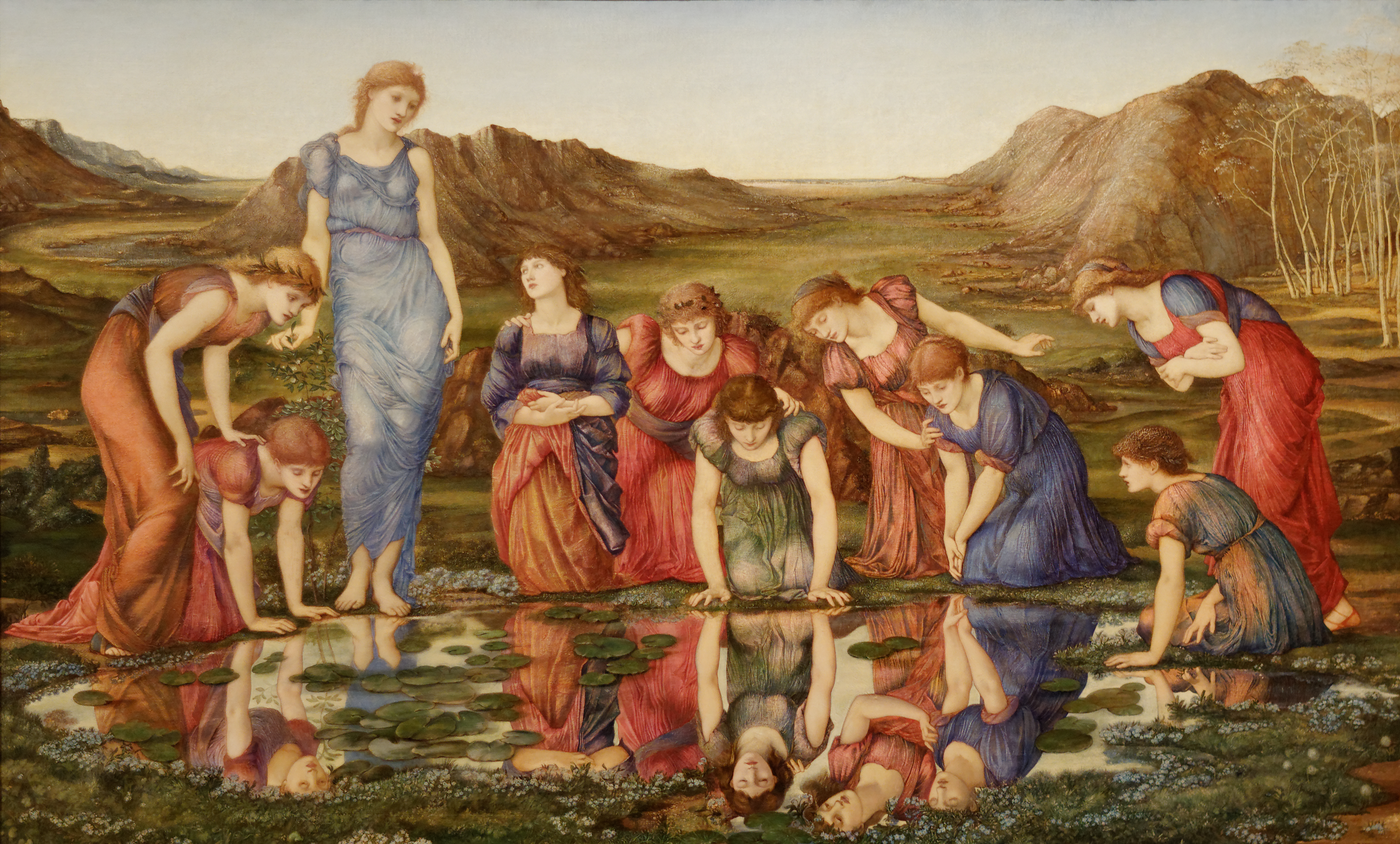
Edward Burne-Jones, Le Miroir de Vénus, 1877, Musée Calouste-Gulbenkian.

### Histoire de l'art

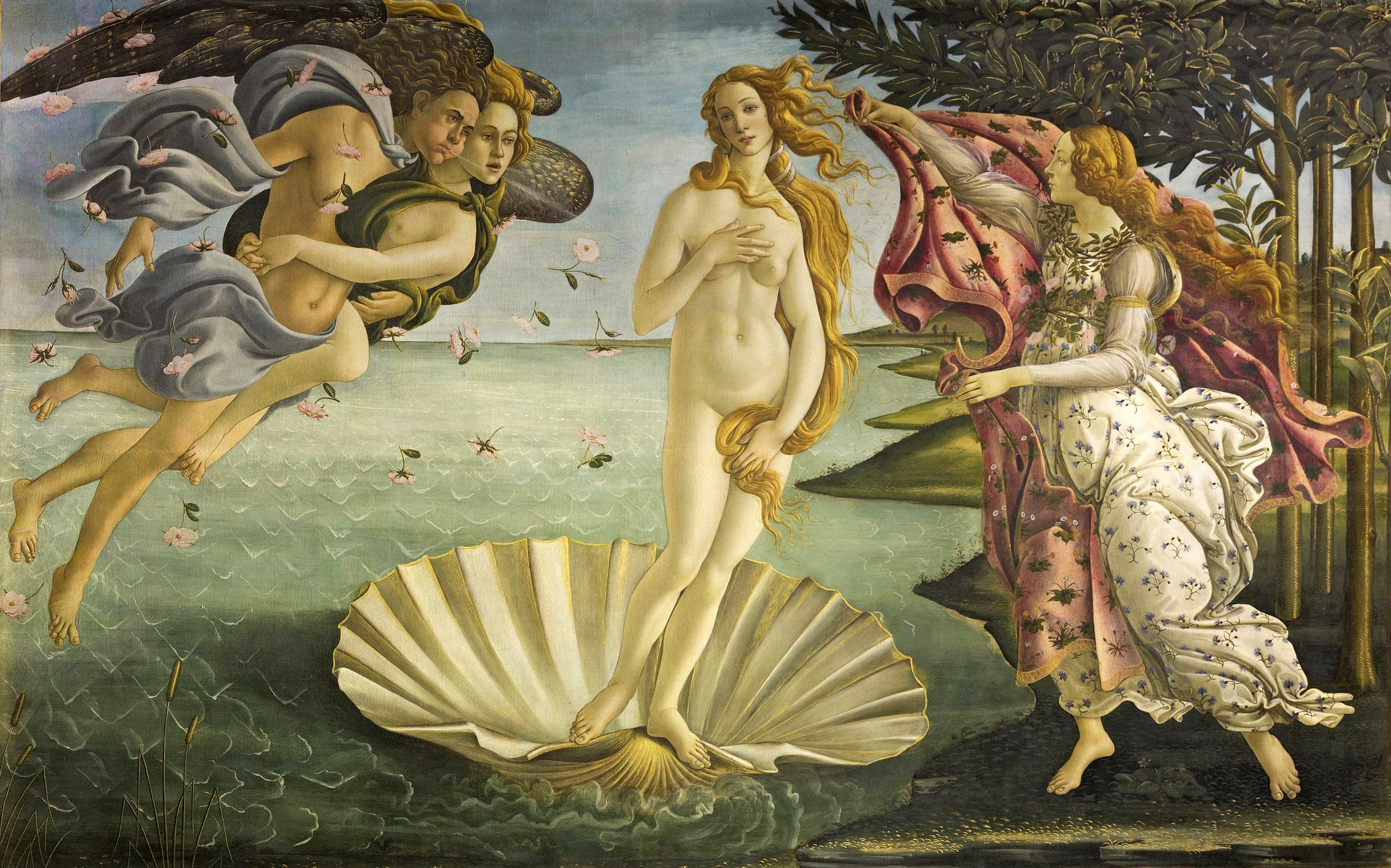
Naissance de Vénus par Sandro Botticelli (1485).

L'intrication de la figure de Vénus (ou interprétée a posteriori comme figure vénusienne) avec les représentations artistiques est tardive. Les dites Vénus de l'art pariétal symbolisent la féminité, la vie et la naissance par le motif triangulaire stylisé de la vulve et sur le mode religieux ; celles de l'art mobilier du Paléolithique traitent le motif féminin sur le mode profane, en exagérant les courbures de manière outrancière. C'est le thème de la fécondité qui semble encore l’emporter sur celui de la sexualité.
L'antiquité gréco-romaine diversifie le processus de symbolisation par la double figure d'Aphrodite/Vénus ; elle commence à représenter de grands thèmes sociétaux comme, en plus de la fertilité, la prospérité, la victoire militaire, et bien sûr la sexualité. Des formes archétypales et esthétiques commencent à se préciser, comme celle de l'Aphrodite de Cnide qui devient un véritable lieu commun de la sculpture antique. Elle aurait été diffusée jusque dans la mythologie agraire et nourricière des Gaules (où l'on retrouve des statuettes stratégiquement placées dans les tombes, les sources, les maisons et les temples).

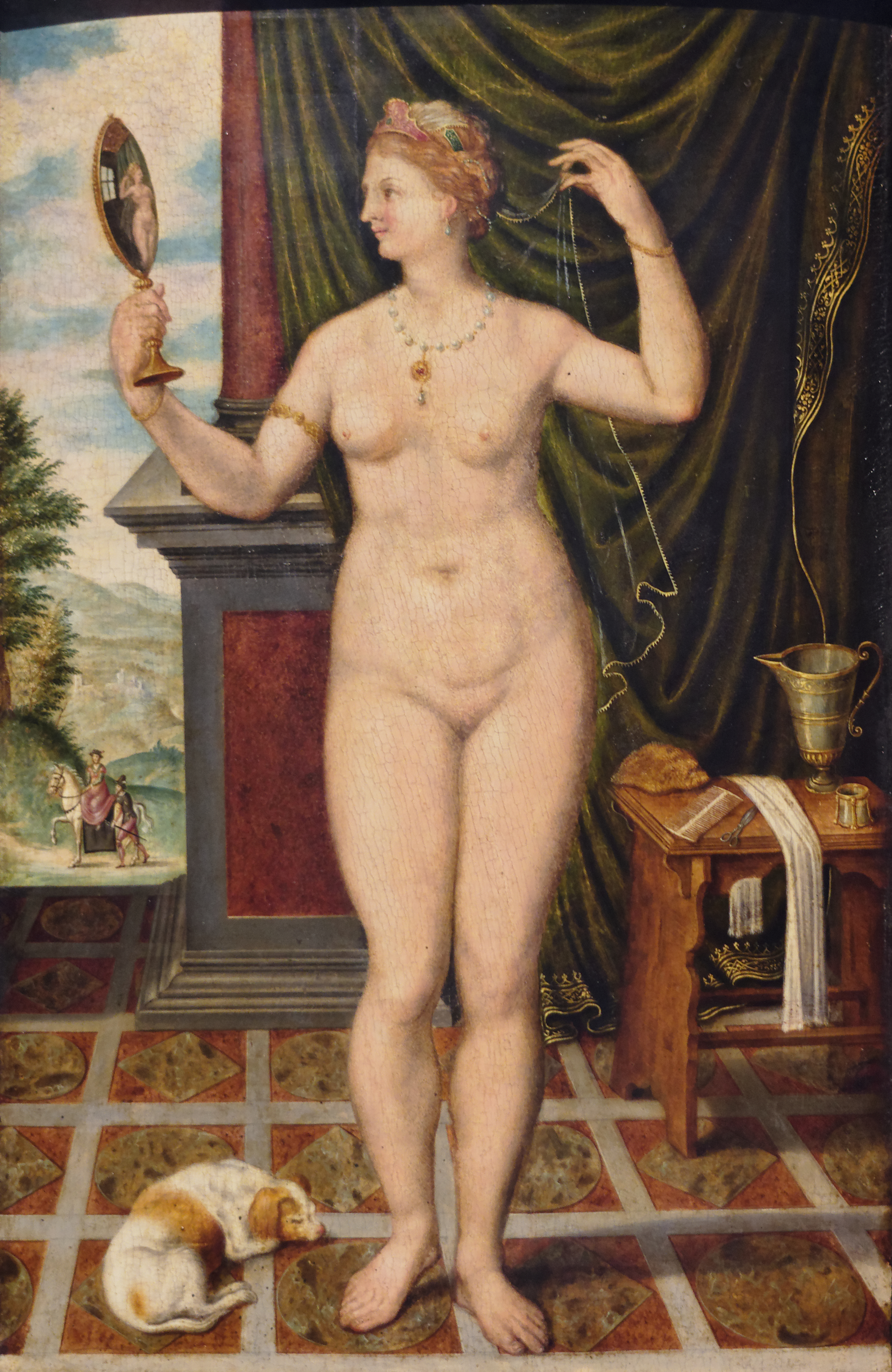
Vénus au miroir, École de Fontainebleau. Musée des Ursulines de Mâcon.

Il faut attendre la fin du Moyen Âge et la Renaissance occidentale pour voir entrer le motif de Vénus dans une véritable interprétation artistique, essentiellement fondée sur l'appropriation des motifs de l'antiquité dans l'art classique et néo-classique. Le thème vénusien est un grand favori, et des topiques comme celui de la naissance de Vénus, ou Vénus anadyomène sont variés à l'infini (le tableau de Botticelli étant sans doute son instance la plus célèbre). Elle est présente dans les scènes des « amours des dieux » inspirées des Métamorphoses d'Ovide, comme celle peinte par Paul Véronèse vers 1562, qui la montre aux côtés de Mercure, présentant leurs enfants Éros et Antéros à Jupiter (Musée des Offices à Florence).
Traditionnellement, de ses mains elle ne cache pas, mais montre ses seins et son sexe, car, d'après Porphyre dans le Peri Agalmatôn, « elle nourrit et engendre ».

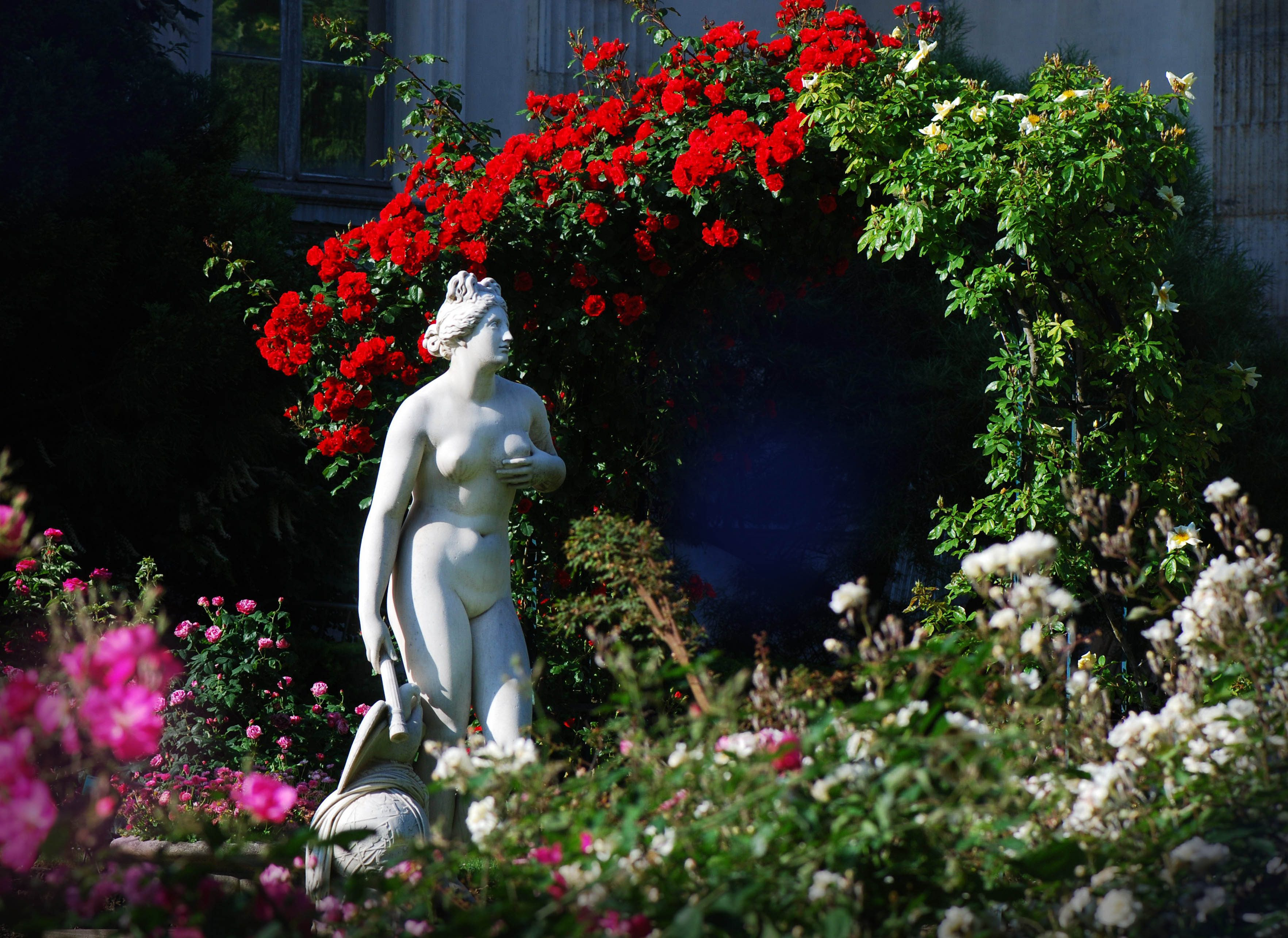
Vénus génitrice, roseraie du Jardin des Plantes de Paris.

Ces appropriations, si elles témoignent de la valorisation de l'héritage gréco-romain par les Européens, laissent transparaître également certaines des visions de leurs contemporains sur le rapport au corps, à l'érotisme et à la sexualité, à la subversion et la transgression. Si c'est la Vénus déesse de l'amour qui est privilégiée, elle est parfois traitée en corrélation (souvent sur le mode du conflit moral) avec la figure chrétienne de Marie, par exemple dans l'œuvre de Boccace. Cependant, ces visions se révèlent essentiellement in absentia dans la mesure où Vénus fait partie des quelques figures que l'on peut montrer nues sans scandale, privilège réservé aux figures antiques et quelques figures religieuses.

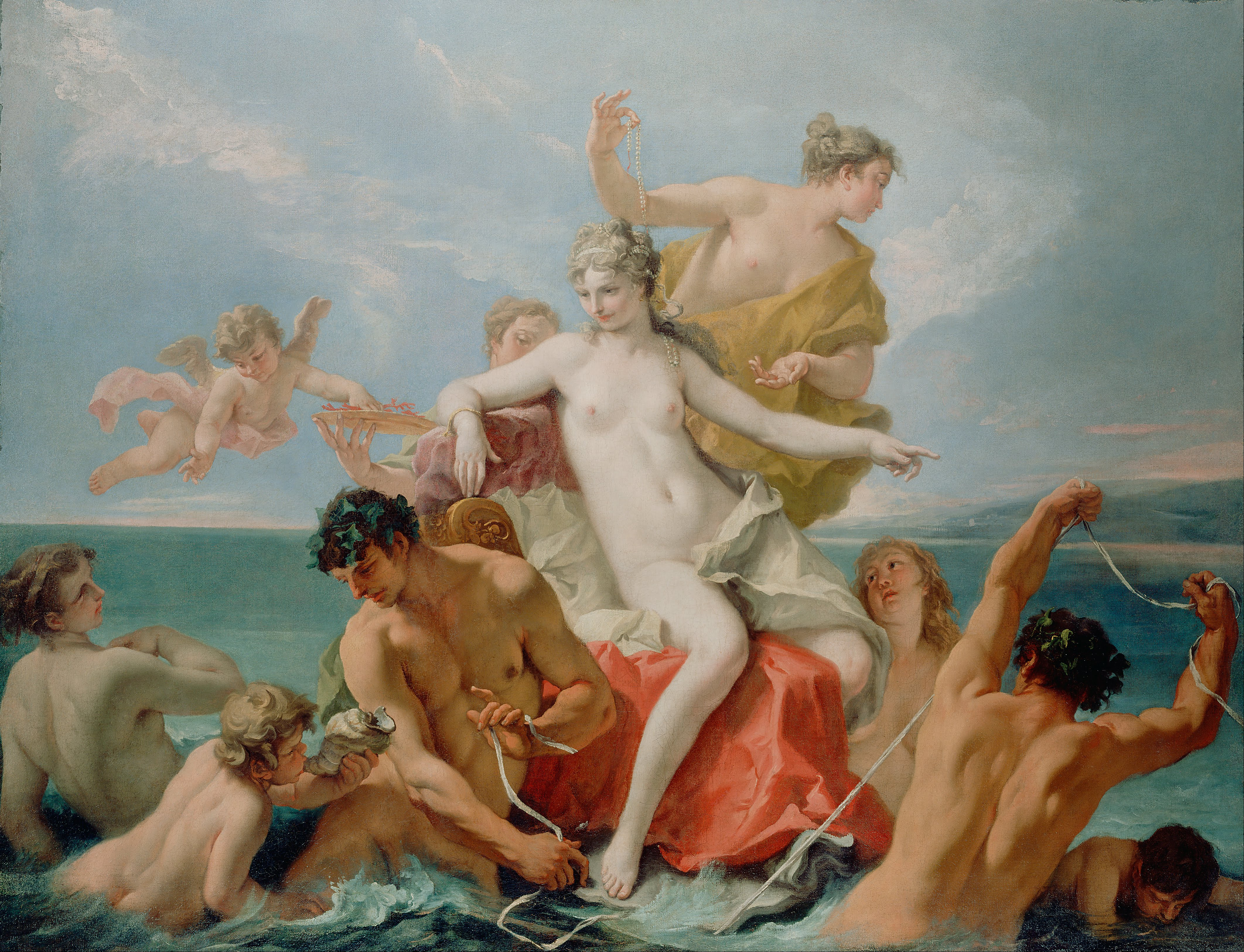
Triomphe de la Vénus Marine, vers 1713
Sebastiano Ricci
Getty Center, Los Angeles.

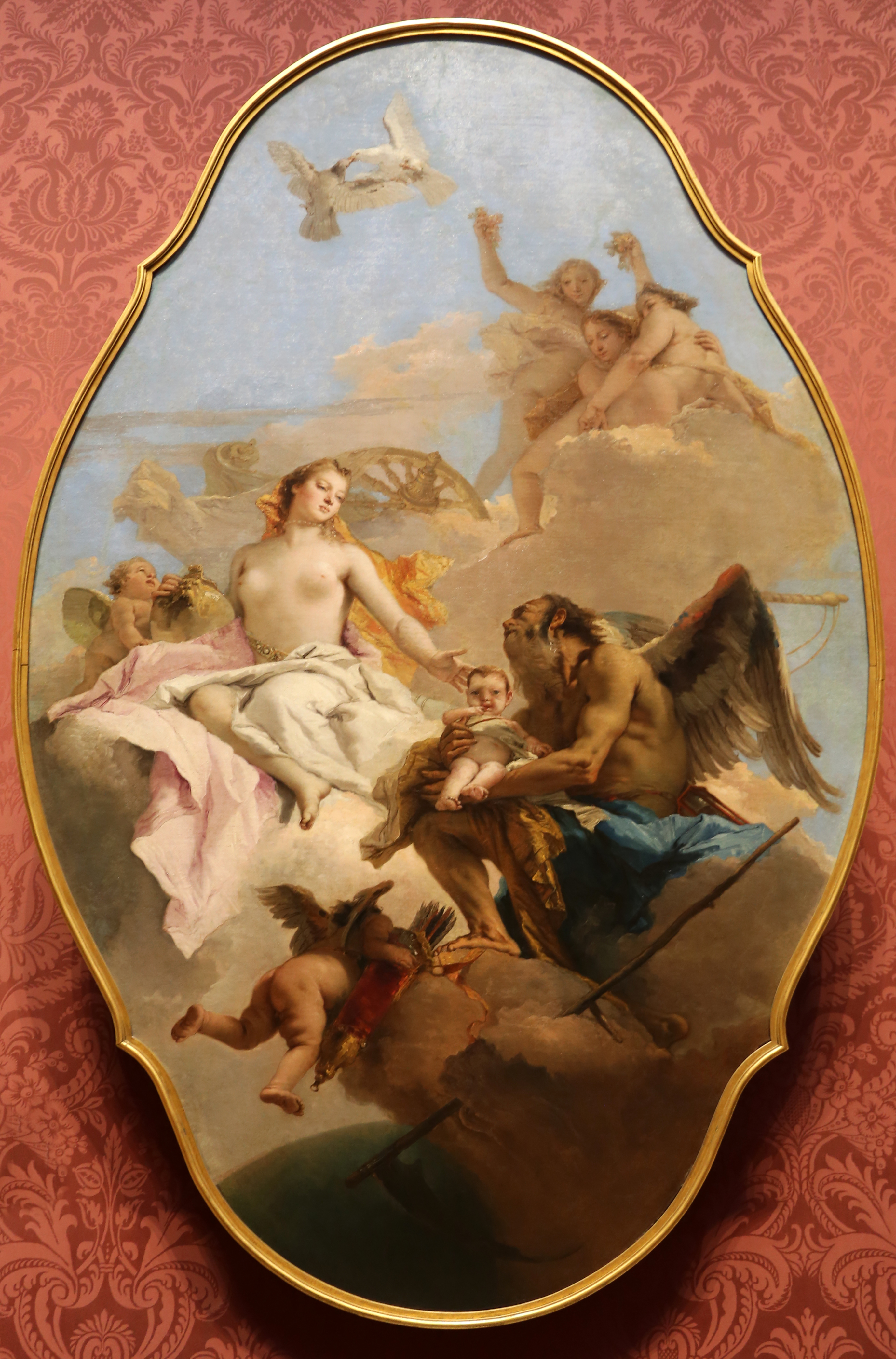
Allégorie avec Vénus et le Temps
Giambattista Tiepolo, 1754
National Gallery, Londres.

C'est seulement avec l'art moderne que la question de la nudité, réinsérée dans le contexte du naturalisme et du réalisme, repose plus explicitement des questions sociétales. L'analyse par les historiens de l'art de la figure vénusienne privilégie le traitement esthétique et psychanalytique du désir libidinal (plus ou moins contraint ou libéré) qui symboliserait la violence de la société par rapport à la représentation du corps physique, d'abord dans son extériorité et ses rapports au corps social et parfois dans son intériorité et ses rapports au corps médical (par exemple à travers la Vénus des Médecins).
Dans l'art moderne, à des appropriations relativement classiques de la figure de l'Aphrodite de Cnide, mêlées parfois aux avancées du réalisme du XIXe siècle (par exemple la Vénus russe de Boris Koustodiev en 1929), s'ajoutent des réinterprétations de type naïf, comme dans Le Rêve, d'Henri Rousseau (1910), qui reprend la topique de la Vénus à la coquille, ou des réinterprétations par les nouvelles techniques picturales de l'impressionnisme, du cubisme, ou encore du fauvisme comme dans la Naissance de Vénus de Raoul Dufy (environ 1940) – le motif de la Vénus anadyomène revient à plusieurs reprises chez Dufy, ainsi que sa variante la Vénus à la coquille. Une femme mûre et sûre d'elle-même est la Venus Verticordia de Dante Gabriel Rossetti (1864-1868).
Dans les années 1960, le thème vénusien renoue avec les problématiques de la féminité repensées dans le vif de l'actualité, et en particulier dans le contexte de l'émancipation de la femme. La Vénus aux ongles rouges d'Arman réinterprète la Vénus aux Médecins et fait voir en transparence des organes faits de mains de mannequins de vitrine. La Vénus Bleue (1962) de Yves Klein est un portrait-relief en bleu IKB, alliant sa couleur signature, symbole d'innovation et de modernité, à une figure féminine antique.

### Danse
- Ballet de la naissance de Vénus, ballet de Pierre Beauchamp , 1665 ;
- Love of Mars and Venus, ballet de John Weaver, 1717 ;
- Vénus et Adonis, ballet de de Franz Hilverding, 1740 ;
- La Toilette de Vénus ou les Ruses d'Amour, ballet de Jean-Georges Noverre, 1757 ;
- Les Amours de Vénus ou la vengeance de Vulcain, ballet de Jean-Georges Noverre, 1773 ;
- La toilette de Vénus, ballet de Jean Dauberval, 1788 ;
- Les Amours de Vénus et Adonis ou la Vengeance de Mars, Louis Duport et Charles-Louis Didelot, 1808 ;
- Vénus et Adonis, ballet de Pierre Gardel, 1808 ;
- Vénus et Adonis, ballet de L. Henry, 1810 ;
- Die Erziehung des Adonis oder dessen Aussöhnung mit Venus, ballet de Louis Duport, 1813 ;
- Mirra ou la vengeance de Vénus, ballet de Salvatore Viganò, 1817 ;
- Les filets de Vulcain ou Mars et Vénus, ballet de Jean-Baptiste Blache, 1826 ;
- La naissance de Vénus, ballet de James Harvey D'Egville, 1826 ;
- Temple of Venus, film dansé, chorégraphie de E. Belcher, 1923 ;
- La Grotte de Vénus, ballet de Alexandre Gorski, 1923 ;
- One Touch of Venus, comédie musicale de Agnes de Mille, 1943 ;
- Vebnusberg Ballet, ballet de Kenneth MacMillan,1955 ;
- Il trionfo di Afrodite, ballet de Tatjana Gsovsky, 1957 ;
- The Venus Flower, ballet de Faith Worth, 1959 ;
- Pas de Dieux, ballet de Gene Kelly, 1960 ;
- Venusberg, ballet de Maurice Béjart, 1963 .
- The Brighton Venus, ballet de Louis Falco, 1978 ;
- Venus and Adonis, ballet de Christopher Bruce, 1980[14].

### Musique
- Vénus et Adonis, cantate sur un texte de Jean-Baptiste Rousseau, de Nicolas Bernier ;
- Vénus, cantate de Nicolas Bernier (auteur du texte inconnu) ;
- Vénus et Adonis, H 507, musique de scène pour deux voix, cordes, et basse continue (pour la pièce de Donneau de Visé) de Marc-Antoine Charpentier (1685) ;
- Vénus et Adonis, tragédie lyrique (texte de Jean-Baptiste Rousseau) de Henry Desmarest (1697) ;
- Venus, The Godess Of Love, Dee D. Jackson de l'album Cosmic Curves (1978) ;
- Vénus, Alain Bashung (texte de Gaëtan Roussel) (2009).

### Cinéma
Dans le domaine du cinéma, Vénus apparaît dans le film fantastique, Les Aventures du baron de Münchhausen, sorti en 1988. Celui-ci décrit les aventures d’un vieil homme, le baron de Münchhausen, qui doit retrouver ses amis et secourir une ville assiégée par les Turcs. Au cours de leur voyage, les compagnons du baron tombent dans un volcan qui est en fait le repaire du dieu Vulcain et de sa femme Vénus. Voyant le baron embrasser sa femme, Vulcain entre dans une colère noire et le chasse ainsi que ses compagnons en les projetant dans la mer. Dans le film, la déesse Vénus est incarnée par l’actrice américaine Uma Thurman,.

### Bande dessinée
Vénus fait partie des nombreux dieux cités dans la série de bande dessinée Astérix.

### Alchimie (symbolisme)
Pour les alchimistes, Vénus, née à Chypre, représente l'airain ou le cuivre (cuprum en latin).
On lira par exemple chez Michael Maier : « On l'appelle aussi Cypria comme si elle était préposée à l'airain cyprien. »
Dans sa Somme de perfection, l'alchimiste Pseudo-Geber consacre deux chapitres détaillés à « Vénus ou le cuivre ».

### En biologie

#### Zoologie
De nombreuses espèces, notamment marines sont dédiées à Vénus. On compte par exemple la « ceinture de Vénus » (Cestum veneris, un cténophore), le « peigne de Vénus » (Murex pecten, un coquillage), ou encore le « sabot de Vénus » (la coquille d'un Cymbulia peronii, gastéropode pélagique). Le genre Venus, genre de mollusques bivalves communément appelé « praires » et genre-type de la grande famille des Veneridae, très retrouvés sur les plages, lui est aussi dédié.

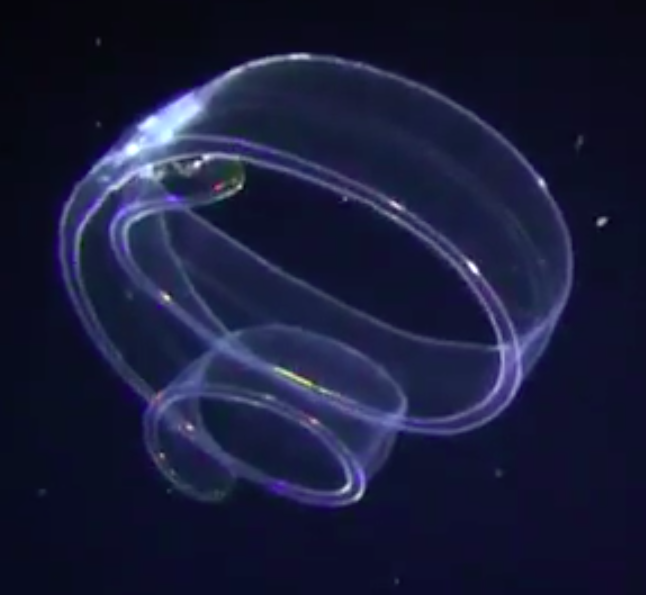
« Ceinture de Vénus » (Cestum veneris)
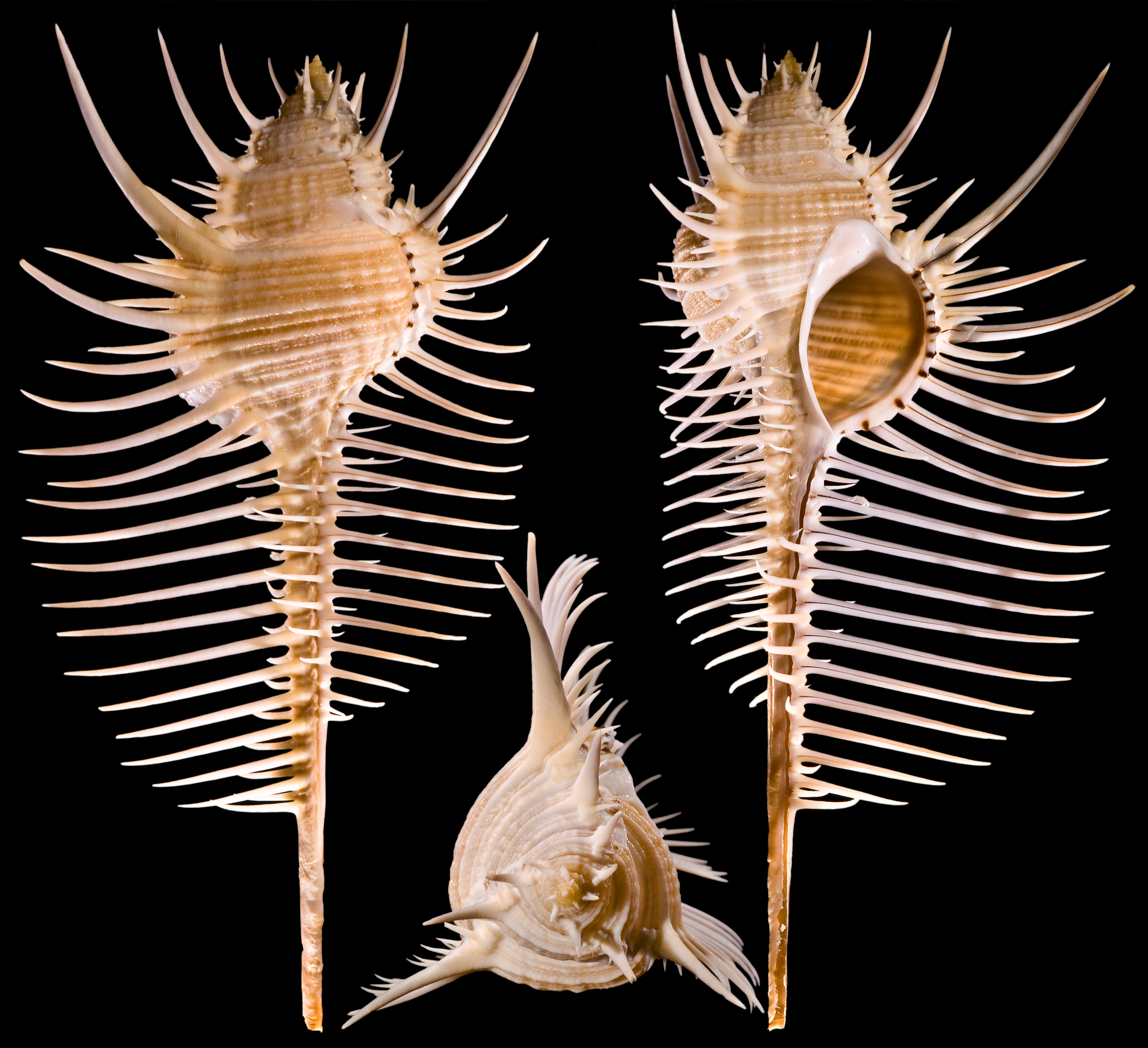
« Peigne de Vénus » (Murex pecten)
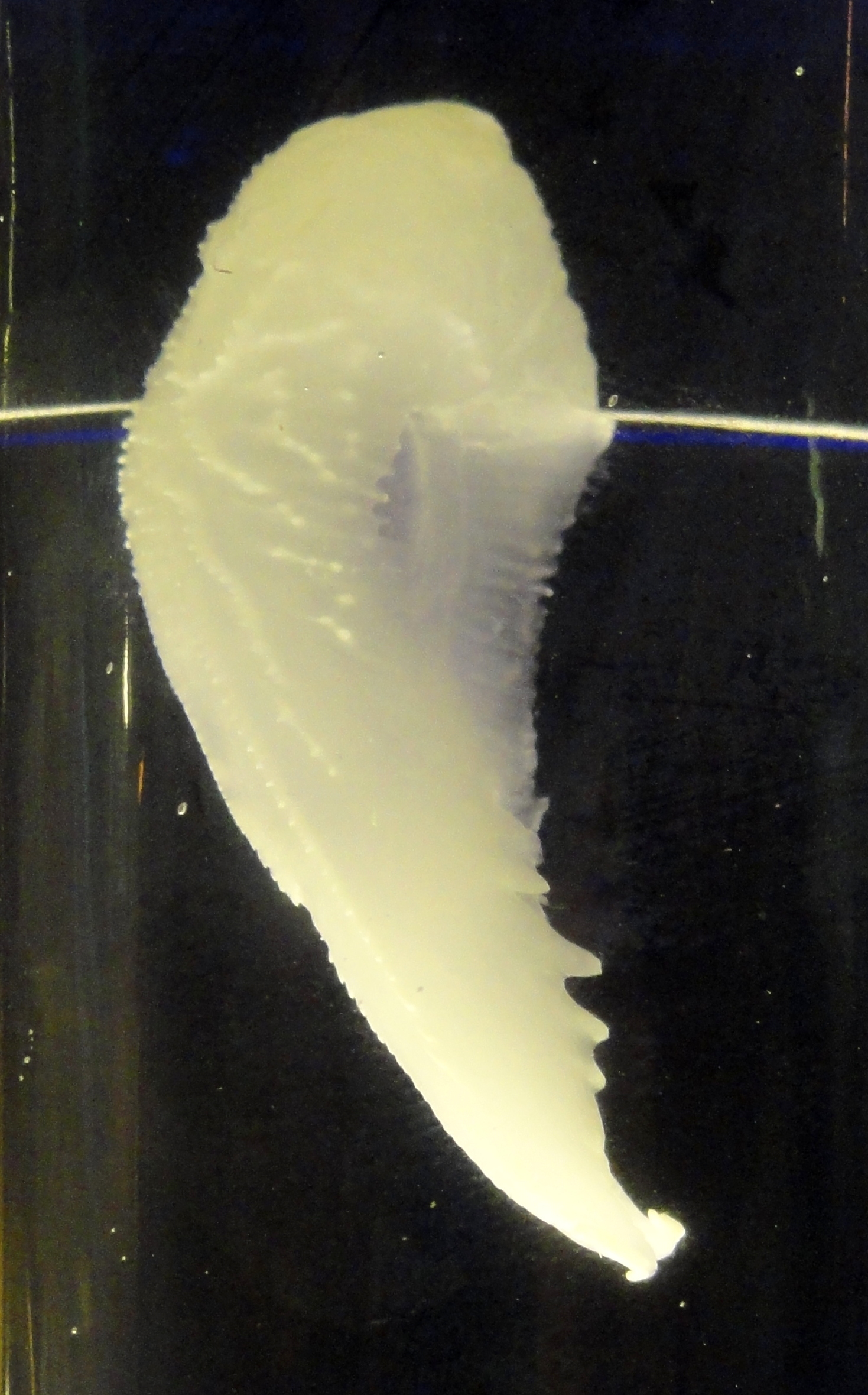
« Sabot de Vénus » (Cymbulia peronii)
L'espèce Venus nux

#### Botanique
Le nom de Vénus est associé à plusieurs noms vernaculaires en français :
- la dionée attrape-mouche, parfois nommée Vénus attrape-mouche ;
- le miroir de Vénus ;
- le Nombril-de-Vénus ;
- le peigne de Vénus ;
- le sabot de Vénus.

#### Anatomie et médecine
Plusieurs organes liés à la sexualité sont dédiés à Vénus, comme le « Mont de Vénus », désignant le pubis.
L'un des symptômes de la syphilis (maladie « vénerienne ») est une roséole au niveau du cou ou de la poitrine appelée « collier de Vénus ».